# 小齿铁线莲
小齿铁线莲（学名：Clematis urophylla var. obtusiuscula）为毛茛科铁线莲属下的一个变种。

## 扩展阅读
- 維基物種上的相關：小齿铁线莲